# Gammarus effultus
Gammarus effultus is een vlokreeftensoort uit de familie van de Gammaridae. De wetenschappelijke naam van de soort is voor het eerst geldig gepubliceerd in 1975 door G. Karaman.
Mannetjes van G. effultus kunnen 12 mm groot worden. De soort is aangetroffen in een bron in het Kalecik district  in de provincie Ankara in Turkije.